# Левиттаун (Пенсилванија)
Левиттаун (енгл. Levittown) насељено је место без административног статуса у америчкој савезној држави Пенсилванија.

## Демографија
По попису из 2010. године број становника је 52.983, што је 983 (-1,8%) становника мање него 2000. године.
| Група             | 2000.          | 2010.          |
| Белци             | 50.264 (93,1%) | 46.421 (87,6%) |
| Афроамериканци    | 1.321 (2,4%)   | 2.000 (3,8%)   |
| Азијати           | 520 (1,0%)     | 926 (1,7%)     |
| Хиспаноамериканци | 1.199 (2,2%)   | 2.685 (5,1%)   |
| Укупно            | 53.966         | 52.983         |